# Sigogne
Sigogne é uma comuna francesa na região administrativa da Nova Aquitânia, no departamento de Charente. Estende-se por uma área de 22,16 km². Em 2010 a comuna tinha 1 008 habitantes (densidade: 45,5 hab./km²).